# Dorymantis congica
Dorymantis congica är en bönsyrseart som beskrevs av Giglio-tos 1914. Dorymantis congica ingår i släktet Dorymantis och familjen Toxoderidae. Inga underarter finns listade i Catalogue of Life.